# 제니 매카시
제니 매카시(Jenny McCarthy, 1972년 11월 1일 ~ )는 미국의 배우 및 모델이다. 1993년 성인 잡지 플레이보이의 누드 모델로 연예계 활동을 시작했으며, 1993년 올해의 플레이메이트로 선정되었다. 이후 방송계에도 진출해 진행자 및 배우로도 활동하였다. 근래에는 백신 반대 및 대체의학 홍보를 하고 있다.

## 출연 작품
- 스크림3